# لوروي (بلدية)
لوروي (بالفرنسية: Lureuil، وتنطق: [lyʁœj]) هي بلدية فرنسية تقع في إقليم إندر وسط فرنسا.

## الجغرافيا
تغطي بلدية لوروي مساحة تُقدّر بـ 17.2 كيلومترًا مربعًا، وتقع في منطقة ريفية هادئة ضمن الإقليم المعروف بطبيعته الزراعية والقرى الصغيرة المنتشرة فيه. وتُعد جزءًا من مقاطعة شاتورو الفرعية.

## السكان
تتميز لوروي بكثافة سكانية منخفضة، ويبلغ عدد سكانها حوالي 150 نسمة بحسب تقديرات السنوات الأخيرة. وتُعرف بهدوئها وبكونها وجهة للزوار الباحثين عن الهدوء والطبيعة الريفية الفرنسية.

## الإدارة
تخضع البلدية لإدارة محلية يشرف عليها مجلس بلدي منتخب، وتندرج ضمن منطقة أوسيتاني الإدارية سابقًا، قبل أن يتم تعديل التقسيمات الإدارية بموجب إصلاحات عام 2015.